# Kümmere dich um Amélie
Kümmere dich um Amélie (Originaltitel: Occupe-toi d’ Amélie) ist eine Komödie in drei Akten und vier Bildern des französischen Autors Georges Feydeau. Sie wurde am 15. März 1908 im Théâtre des Nouveautés in Paris uraufgeführt.

## Handlung
Das Stück folgt im Wesentlichen vier Handlungssträngen, die sich nach Feydeau’scher Manier im Laufe des Stückes mehr und mehr ineinander verwickeln und zu unerwarteten Wendungen führen
1. Der von finanziellen Nöten geplagte Marcel Courbois versucht an sein Erbe zu gelangen, das ihm, dem Testament seines Vaters zufolge, nur ausbezahlt wird, wenn er verheiratet ist. Zu diesem Zweck will er seinem Patenonkel van Putzeboum, der das Erbe verwaltet, eine Hochzeit mit Amélie, der Verlobten seines Freundes Étienne vortäuschen. Marcel hat jedoch nicht damit gerechnet, dass sich der Onkel die Braut vorher ansehen möchte und bereits nach Paris gekommen ist.
2. Amélie eine ehemalige Hausangestellte, die inzwischen als Cocotte ihr Geld verdient, ist mit Étienne verlobt. Als Étienne für 28 Tage auf eine Reservistenübung ausrücken muss, bittet er seinen besten Freund Marcel, auf seine leichtlebige Verlobte ein Auge zu haben. Als Amélie und Marcel nach einer durchzechten Nacht im selben Bett aufwachen, wissen sie nicht, ob sie miteinander geschlafen haben oder nicht. Der eifersüchtige Étienne kommt hinter die Bettgeschichte und ersinnt einen Racheplan.
3. Der Prinz von Palestrina, einem fiktiven Land in Osteuropa, ist auf der Suche nach erotischen Abenteuern in Paris. Er hat Amélie im Theater gesehen und ist von ihr begeistert. Er beauftragt seinen General Koschnadieff ein Stelldichein zu arrangieren. Pochet, der geldgierige Vater Amelies tritt mit ihm in Verhandlungen.
4. Irene de Prémilly, eine verheiratete Frau und heimliche Geliebte Marcels ist die ehemalige Arbeitgeberin von Amélie. Sie ist über Marcels vorgetäuschte Verlobung informiert, jedoch eifersüchtig auf Amélie.
Die turbulenten Verwicklungen gipfeln in einer Scheinhochzeit, die keine ist, am Ende bekommt Marcel seinen Scheck über 270093,05 Francs und verabschiedet sich, indem er Étienne ein süffisantes „Occupe-toi d’Amélie!“ zuruft.

## Inszenierungen (Auswahl)
Das Stück wurde am 15. März 1908 im Théâtre des Nouveautés uraufgeführt und kam in den Folgejahren auf 288 Aufführungen.
- 1948 – Théatre Marigny (Paris), Regie: Jean-Louis Barrault[2]
- 1952 – Ziegfeld follies – mit Jean-Louis Barrault und Madeleine Renaud[3]
- 1954 – Tournées Ch. Baret (Paris), Regie: Roland Piétri
- 1969 – Théâtre de la Madeleine (Paris), Regie: Jacques Charon
- 1972 – Les Célestins, Théâtre de Lyon, Regie: Jacques-Henri Duval
- 1995 – Comédie française, Regie: Roger Planchon[4]
- 2005 – Studio théâtre Asnières-sur-Seine, Regie: Jean-Louis Martin-Barbaz
- 2012 – Thèâtre de la Michodière, Regie: Pierre Laville[5]
- 2013 – Thèâtre 14 (Paris), Regie: Henri Lazarini
- 2016 – Le Travail de la Nuit (Saint-Étienne), Regie: Hugues Chabalier

## Adaptationen
- Look After Lulu! – eine Farce von Noël Coward hatte 1959 am  Broadway Premiere und wurde später in London nachgespielt. 1978 Wiederaufnahme im West End theatre und TV-Adaption.[6]
- Kümmere dich um Amélie – Deutsch von Charles Regnier – Schauspielhaus Zürich (1965) Regie: Werner Düggelin.[7]
- Gib acht auf Amélie – Musikalisches Lustspiel – Text: Kurt Nachmann Musik: Lotar Olias  – Nordmark Landestheater, Schleswig (1957).[8]
- Oh! Oh! Amelio! – Eine nagelneue Operette – von Thomas Pigor und Konrad Koselleck Staatstheater am Gärtnerplatz,  München (2024)[9]

## Verfilmungen
- 1913 – Regie: Émile Chautard
- 1925 – Regie: Amleto Palermi
- 1932 – Regie: Richard Weisbach und Marguerite Viel
- 1949 – Regie: Claude Autant-Lara (u. a. mit Danielle Darrieux, Jean Desailly)[10]
- 2012 – Regie: Pierre Laville